# ニュートン・コンサルティング
ニュートン・コンサルティング株式会社（英: Newton Consulting Co., Ltd.）は、リスクマネジメントに関わるコンサルティングを手掛ける日本のコンサルティング会社である。主にERM(全社的リスク管理）構築支援、BCM(事業継続マネジメント）構築支援、ITガバナンス構築支援、ISO認証取得支援、内部統制支援等のコンサルティング事業を展開している。
外部へ向けた情報サイトとして「リスク管理 Navi」にて、事業継続の考え方から認証取得に関するノウハウ、日々のニュースの中の事業継続の話題などを網羅的に提供している。
英国ロンドンに本社を置くNewtonグループの日本法人であり、関連会社にNewton Information Technology Ltd.などがある。

## 沿革
- 2006年11月  株式会社Newton IT設立
- 2007年12月  オフィス移転（半蔵門）
- 2008年4月   社名を「ニュートン・コンサルティング株式会社」に変更
- 2008年12月  オフィス移転（半蔵門）
- 2010年12月　オフィス移転（半蔵門）
- 2010年6月	東京都より平成22年度中小企業向けBCP策定支援事業を受託
- 2011年4月	東京都より平成23年度中小企業向けBCP策定支援事業を受託
- 2011年11月	茨城県より平成23年度中小企業向けBCP策定支援事業を受託
- 2011年11月	オフィス移転 （千代田区麹町へ）
- 2012年2月	世界初 ISO/FDIS22301自己適合宣言 (QMS,ISMSと統合運用)
- 2012年4月	東京都および茨城県より平成24年度中小企業向けBCP策定支援事業を受託
- 2013年4月	東京都および茨城県より平成25年度中小企業向けBCP策定支援事業を受託
- 2013年4月	経済産業省より事業競争力強化モデル事業を受託
- 2014年2月	4規格統合運用を自己適合宣言（ISO9001、ISO27001、ISO22301、ISO50001）
- 2014年4月	茨城県より平成26年度中小企業向けBCP策定支援事業を受託
- 2014年11月	3規格（BCMS，QMS，ISMS）統合運用へ移行
- 2015年11月	オフィス移転 （千代田区麹町1丁目へ）
- 2018年1月	オフィス移転 （館内移転で2倍に増床）

## 関連会社
- Newton IT Holdings Ltd.
- Newton Information Technology Ltd.
- Newton IT Solutions Ltd.